# Буайе де Ребваль, Жозеф
Жозеф Буайе де Ребваль (фр. Joseph Boyer de Rébeval; 1768—1822) — французский военный деятель, дивизионный генерал (1813 год), барон (1809 год), участник революционных и наполеоновских войн.

## Биография
Родился в семье торговца Пьера-Поля Буайе (фр. Pierre-Paul Boyer; ок.1725–) и его супруги Мари Десс (фр. Marie Daisse; ок.1727–). 1 июня 1787 года записался канониром в Оксоннский артиллерийский полк (будущий 6-й полк пешей артиллерии), в котором также служил Наполеон Бонапарт. 1 декабря 1791 года переведён в 17-й пехотный полк со званием младшего лейтенанта.
16 марта 1797 года был ранен пулей при переправе через реку Тальяменто. С 1797 года выполнял функции адъютанта генерала Дюэма. 4 июня 1800 года отличился в сражении при Лоди.
30 августа 1805 года переведён в Императорскую гвардию, и возглавил батальон пеших егерей. 1 мая 1806 года назначен командиром велитов пеших егерей Императорской гвардии в звании майора гвардии. 28 марта 1807 года его подразделение переформировано в 1-й полк фузилёров-егерей Императорской гвардии. Прославился героическим захватом форта Нойнгартен в ходе осады Кольберга в Померании весной 1807 года.
25 января 1808 года назначен командиром 2-го полка пеших егерей гвардии. В 1808 году принимал участие в Испанской кампании Наполеона. Зимой 1809 года со своим полком переброшен в центр Европы для новой войны против Австрии. Отличился в сражении 21-22 мая при Эсслинге. 5 июня 1809 года повышен в звании до бригадного генерала, и через 5 дней получил под своё начало 2-ю бригаду 3-й пехотной дивизии генерала Гюдена 3-го корпуса Армии Германии. 6 июля отличился в сражении при Ваграме.
6 декабря 1811 года возглавил штаб Императорской гвардии. 25 марта 1812 года назначен командиром бригады пеших егерей (1-й и 2-й полки) 3-й пехотной гвардейской дивизии генерала Кюриаля. Принимал участие в Русской кампании. Был ранен в правое запястье в сражении при Бородино, где после ранений генералов Морана и Ланабера возглавил 1-ю пехотную дивизию Великой Армии.
Принимал участие в Саксонской кампании 1813 года. С 16 июня командовал 1-й бригадой 4-й пехотной дивизии Молодой гвардии. Сражался при Вюршене. 26 августа 1813 года ранен в живот в сражении под Дрезденом. 20 ноября 1813 года произведён в дивизионные генералы, и 24 декабря возглавил 3-й дивизию Молодой гвардии в Лилле. В январе 1814 года занимался набором новобранцев в окрестностях Бетюна. 9 февраля 1814 года принял командование над временной дивизией Молодой гвардии в Париже. Отличился в сражении при Мери-сюр-Сене, где он отбросил несколько дивизий неприятеля. 7 марта 1814 года был ранен ядром в левое бедро и штыковым ударом в грудь в сражении при Краоне. Однако Жозеф не оставил армию, и вновь был в гуще событий в ходе сражения при Лаоне. 12 марта 1814 года его дивизия была сформирована, а Буайе получил под своё начало пехотную дивизию во временном корпусе генерала Компана. Дрался при Реймсе и Арси-сюр-Обе, где он берёт деревню Торей. В конце марта сражается под стенами Парижа.
После первой Реставрации Бурбонов был назначен командующим департамента Об. В январе 1815 года определён в резерв.
Во время «Ста дней» присоединился к Императору. Возглавил дивизию, формируемую в Пуатьере. После поражения при Ватерлоо оставался без служебного назначения и в 1818 году вышел в отставку.
Умер 5 марта 1822 года в Париже в возрасте 53 лет, и был похоронен на кладбище Пер-Лашез.

## Семья
Жозеф Буайе де Ребваль был дважды женат:
- 13 марта 1793 года он женился на Марии-Маргарите Ле Лоррен (фр. Marie-Marguerite Le Lorraine), однако развёлся 23 октября 1799 года;
- 4 марта 1812 года - на своей племяннице Виржини-Полине Буайе (фр. Virginie-Pauline Boyer), от которой имел троих детей:
  - дочь Луиза-Полина (фр. Louise-Pauline; р. 1815)
  - сын Эрнест-Клод (фр. Ernest-Claude; р. 1817)
  - Луи-Ипполит (фр. Louis-Hippolite; р. 1820).

## Воинские звания
- Младший лейтенант (1 декабря 1791 года);
- Лейтенант (2 июня 1792 года);
- Капитан (23 марта 1797 года);
- Командир батальона (30 июля 1799 года, утверждён в чине 23 ноября 1800 года);
- Майор гвардии (1 мая 1806 года);
- Бригадный генерал (5 июня 1809 года);
- Дивизионный генерал (20 ноября 1813 года).

## Титулы

Герб барона

- Герб барона Барон Ребваль и Империи (фр. baron de Rébeval et de l'Empire; декрет от 19 марта 1808 года, патент подтверждён 15 января 1809 года в Вальядолиде)[2].

## Награды
Легионер ордена Почётного легиона (14 июня 1804 года)
 Офицер ордена Почётного легиона (14 марта 1806 года)
 Коммандан ордена Почётного легиона (21 сентября 1809 года)
 Кавалер военного ордена Святого Людовика (1814 год)